# Sông Mohawk
Sông Mohawk (tiếng Anh: Mohawk River) là một con sông dài 149 dặm-long (240 km) ở tiểu bang New York, Hoa Kỳ. Đây là nhánh lớn nhất của sông Hudson.